# Alanna Arrington
Alanna Arrington (18 de noviembre de 1998) es una modelo estadounidense. Ha desfilado en el Victoria's Secret Fashion Show 2016, 2017 y 2018.

## Primeros años
Hija de Anthony y Amy Arrington, tiene una hermana llamada Amyah. Asistió al Washington High School, donde jugó una gran variedad de deportes, incluyendo baloncesto. Fue descubierta por los cazatalentos Jeff y Mary Clarke de la agencia Mother Model Management, en St Louis, Missouri, Arrington firmó con dicha agencia, y, de ahí, firmó con Next Model Management. Pasó un tiempo como modelo en LA antes de mudarse a Nueva York para centrarse en lanzar una carrera con grandes marcas.

## Carrera
La carrera de Arrington comenzó a tomar forma durante la Semana de la Moda 2016 abriendo el evento de Altuzarra. Desfiló en más de 20 eventos temporada incluyendo para Chanel, Louis Vuitton, Etro, Celine y Diane Von Furstenberg. Desde entonces, ha desfilado para Missoni, Max Mara, Mulberry, Tom Ford, Alberta Ferretti y Stella McCartney.
Arrington ha aparecido en las portadas y editoriales de revistas como Vogue, British Vogue, Vogue España, Vogue Russia, Teen Vogue, Harpers Bazaar, Elle, Interview, Allure, i-D, Maxim, y Wonderland Magazine.